# Wahlenbergia grahamiae
Wahlenbergia grahamiae là loài thực vật có hoa trong họ Hoa chuông. Loài này được Hemsl. miêu tả khoa học đầu tiên năm 1884.